# La Grange (Lied)
La Grange ist ein Lied der amerikanischen Bluesrock-Band ZZ Top. Die drei Bandmitglieder Dusty Hill, Frank Beard und Billy Gibbons schrieben das Lied 1973 als Hommage an ein Bordell namens Chicken Ranch in der Nähe der texanischen Stadt La Grange. Es wurde im Juli 1973 auf dem dritten Studioalbum von ZZ Top Tres Hombres veröffentlicht.

## Entstehung
Die Aufnahmen zum Album Tres Hombres in den Ardent Studios waren nahezu abgeschlossen, lediglich La Grange fehlte noch. Die Musiker waren sich uneinig darüber, wie sie das Lied spielen sollten und nahmen sich eine Auszeit. Nach einiger Zeit der Erholung im Studio nahmen sie das Lied in nur einem Take auf. Gitarrist Billy Gibbons spielte die Leadgitarre auf einem älteren Stratocaster-Modell der Firma Fender, weil deren Klang nach seiner Meinung am besten zu der Melodie des Liedes passte.

## Musik und Text
Der Text des Liedes handelt von einem Bordell außerhalb der Stadtgrenze von La Grange mit Namen Chicken Ranch. Das Bordell existierte bereits rund 100 Jahre und es war Tradition, dass Väter mit ihren Söhnen dort hingingen, damit diese ihre erste sexuelle Erfahrung machen konnten. Geleitet wurde das Etablissement zur Zeit der Entstehung des Liedes von Miss Edna, die von allen respektiert wurde, verboten waren Fluchen und der Konsum von alkoholischen Getränken. Die letzte Textzeile des Liedes ist von Buddy Hollys Stück Peggy Sue Got Married inspiriert. Das Lied ist im 4/4-Takt geschrieben und basiert auf einem Shuffle. Die Gitarrenspuren teilen sich auf in eine Rhythmusgitarre und eine Leadgitarre, welche die Melodie und die Soli spielt. Das aus Vierteltriolen bestehende, mit drei Fingern im Shuffle-Rhythmus Fingern gezupfte Haupt-Riff beginnt stets mit unverzerrtem Gitarrenspiel und basiert auf dem 1948 von John Lee Hooker aufgenommenen Stück Boogie Chillen’. Die Melodieführung der Rhythmusgitarre lässt sich in drei selbstständige Figuren zerlegen, die stetig wiederholt werden.

## Wirkung
Das Lied war der erste Top-50-Hit der Band und wird heute zu den Klassikern der Band gezählt. Nachdem der Song die Aufmerksamkeit konservativer Medien auf das Bordell gerichtet hatte, schloss der Gouverneur von Texas das Etablissement.
Im Jahr 2008 wählte das Musikmagazin Rolling Stone das Lied auf Platz 74 seiner Liste der 100 besten Gitarren-Songs aller Zeiten und schrieb, dass La Grange als Rockstandard vergleichbar mit dem Jazz-Standard Cherokee sei. Die britische Musikzeitschrift Q wählte das Lied 2005 auf Platz 92 seiner 100 besten Gitarren-Songs aller Zeiten.
Das Lied wurde auch in einer für das entsprechende Soundsystem angepassten Instrumentalversion im Flipperautomaten "The Getaway: High-Speed II" (Williams, 1992) als Hauptsoundtrack verwendet.

## Urheberrechtsstreit
Im Jahre 1992 kam es zu einem Urheberrechtsstreit zwischen ZZ Top und Bernard Besman, dem Mitautor und Rechteinhaber des Liedes Boogie Chillen’. Besman machte geltend, dass es sich wegen der Ähnlichkeit der Melodieführung beider Lieder bei La Grange um eine Coverversion von Boogie Chillen handelt, forderte eine Beteiligung an den bisherigen Einnahmen aus dem Lied und versuchte, ein gerichtliches Aufführungsverbot für La Grange zu erwirken. Das Gericht urteilte, dass das Urheberrecht entsprechend einem Gesetz aus dem Jahr 1909 für das 1948 veröffentlichte Lied bereits erloschen war, weshalb es zum Zeitpunkt des Entstehens von La Grange gemeinfrei gewesen sei, und wies die Klage Besmans ab.

## Kommerzieller Erfolg

### Chartplatzierungen
| ChartsChartplatzierungen       | Höchstplatzierung | Wochen |
| ------------------------------ | ----------------- | ------ |
| Vereinigte Staaten (Billboard) | 41 (19 Wo.)       | 19     |

### Auszeichnungen für Musikverkäufe
| Land/Region                  | Auszeichnungen für Musikverkäufe (Land/Region, Auszeichnung, Verkäufe) | Verkäufe |
| ---------------------------- | ---------------------------------------------------------------------- | -------- |
| Frankreich (SNEP)            | Gold                                                                   | 100.000  |
| Italien (FIMI)               | Gold                                                                   | 25.000   |
| Neuseeland (RMNZ)            | 2× Platin                                                              | 60.000   |
| Spanien (Promusicae)         | Platin                                                                 | 60.000   |
| Vereinigtes Königreich (BPI) | Gold                                                                   | 400.000  |
| Insgesamt                    | 3× Gold · 3× Platin ·                                                  | 645.000  |

Hauptartikel: ZZ Top/Auszeichnungen für Musikverkäufe